# Солонченский троллейбус
Солонченский троллейбус  — сельская  троллейбусная система в  Солонченах. Движение троллейбуса началось в 1992 году, закрыто в 1994 году.

## История
Село Солончены в начале 1990-х годов было единственным селом в Европе, в котором курсировал троллейбус. Для запуска движения троллейбуса была проделана подготовительная работа — проложена асфальтированная дорога, установлено электрическое освещение. Троллейбусное движение было открыто 1 мая 1992 года  и продолжалось чуть меньше двух лет. Протяжённость маршрута составляла около 2,44 километра. Ради открытия троллейбусной системы колхоз вложил в неё 400 000 рублей.
Троллейбус (бортовой номер 2049) был получен на правах аренды в кишинёвском троллейбусном парке № 2. Стоимость аренды составила 50 000 рублей в год.
После повышения стоимости электроэнергии, с осени 1993 года правление колхоза не смогло содержать троллейбусный маршрут и он был ликвидирован. В 1994 году контактная сеть в Солонченах была разобрана.

## Маршрут
Троллейбус ходил по маршруту «Южная часть села — Животноводческая ферма».
У солонченского троллейбуса существовало расписание, причём каждый рейс был предназначен для определённой категории пассажиров. По пути следования были оборудованы четыре остановочных пункта, на которых троллейбус делал остановки по требованию пассажиров.

## Планы развития
Существовал план по развитию троллейбусной системы Солончен — в начале 1990-х годов линию предполагалось продлить до города Резина, который находится на расстоянии 12 километров от села. Маршрут планировалось проложить вдоль правого берега реки Днестр. Линия должна была пройти через сёла Чорней и Бошерница, затем через центр Резины до участка дорожной полиции, расположенного недалеко от сёл Тэхнэуцы и Царёвка. Протяжённость маршрута — 18,8 км.
В региональной газете в то же время была напечатана статья, в которой утверждалось, что троллейбусная линия должна была оканчиваться вблизи Резинского Автокомбината, а ее общая протяжённость составляла бы около 15 километров. На линии планировалось использовать четыре троллейбуса.
Данные планы не были реализованы в связи с распадом СССР.

## Троллейбусный парк
В селе Солончены троллейбусного парка не существовало.
После закрытия системы троллейбус длительное время находился на территории гаража совхоза, после чего был отбуксирован в Кишинёв, где работал до 2006 года на городских маршрутах.